# Linha de sucessão ao trono da Grécia

O brasão de armas da monarquia na Grécia.

A linha de sucessão ao trono da Grécia segue uma política de preferência dos herdeiros do sexo masculino.
O que significa que uma princesa "perde" a sua posição na linhagem, após o nascimento de um irmão varão caçula.
O Reino da Grécia terminou em 1974. Após a morte do rei Constantino II em janeiro de 2023, o pretendente ao trono é o primeiro filho varão do rei Paulo, Príncipe Herdeiro da Grécia, e o seu herdeiro é o seu primeiro filho varão o Príncipe Constantino Alexio da Grécia e Dinamarca.

## A linha de sucessão
A linha de sucessão segue os descendentes do rei Constantino II e sua irmã. Com a morte do rei o príncipe Paulo torna-se o chefe da casa real grega e é o atual pretendente ao trono grego. A linha de sucessão atual é:
- Rei Paulo da Grécia (1901-1964)
  -   Rei Constantino II da Grécia (1940-2023)
    -  Príncipe Paulo da Grécia (n. 1967)
      - (1) Príncipe Constantino Alexio da Grécia e Dinamarca (n. 1998)
      - (2) Príncipe Aquiles André da Grécia e Dinamarca (n. 2000)
      - (3) Príncipe Odisseu Címon da Grécia e Dinamarca (n. 2004)
      - (4) Príncipe Aristides Stavros da Grécia e Dinamarca (n. 2008)
      - (5) Princesa Maria Olympia da Grécia e Dinamarca (n. 1996)

    - (6) Príncipe Nicolau da Grécia e Dinamarca (n. 1969)
    - (7) Príncipe Filipe (Philippos) da Grécia e Dinamarca (n. 1986)
    - (8) Princesa Alexia da Grécia e Dinamarca (n. 1965)
      - (9) Carlos Morales y de Grecia (n. 2005)
      - (10) Arrietta Morales y de Grecia (n. 2002)
      - (11) Ana Maria Morales y de Grecia (n. 2003)
      - (12) Amelia Morales y de Grecia (n. 2007)

    - (13) Princesa Teodora da Grécia e Dinamarca (n. 1983)

  - (14) Princesa Irene da Grécia e Dinamarca (n. 1942)

## Pessoas excluídas da sucessão
- A rainha Sofia de Espanha, a irmã de Constantino II, renunciou a seus direitos ao trono do grego em 1962 para se casar com o príncipe Juan Carlos, tornou-se rei de Espanha. Seus descendentes são excluídos da sucessão para o grego.
- Geralmente acredita-se que o príncipe Filipe, duque de Edimburgo, nascido de um membro da família real grega, renunciar os seus direitos sobre o trono do grego antes de seu casamento com a rainha Elizabeth II do Reino Unido. No entanto parece que não é um verdadeiro ato de renúncia por escrito. Independentemente, o príncipe Filipe renunciou à sua nacionalidade grega e a religião na Igreja Ortodoxa Grega, as condições essenciais para ser incluído na linha de sucessão ao trono grego.
- O príncipe Michael of Greece and Denmark, tenha renunciado a seus direitos ao trono após seu casamento morganatico com Marina Karella.